# センプ (潜水艦)
センプ（波: ORP Sęp）は、オランダで建造されたポーランド海軍の潜水艦。オジェウ級。艦名はポーランド語で「禿鷹」のこと。

## 艦歴
1939年4月就役。
1939年9月2日、「センプ」はドイツ駆逐艦「Friedrich Ihn」に対し距離400mで魚雷1本を発射するが、相手の速度を実際より遅く見積もったため魚雷は外れ、反撃を受けて損傷した。9月3日、「センプ」はドイツ潜水艦「U14」の雷撃を受けたが、魚雷の早爆により難を逃れた。
9月13日に、可能ならイギリスへ向かえ、不可能ならスウェーデンで抑留されろとの命令が届く。艦の損傷はひどく、艦長はスウェーデンへと向かうことにし、そこで「センプ」抑留された。

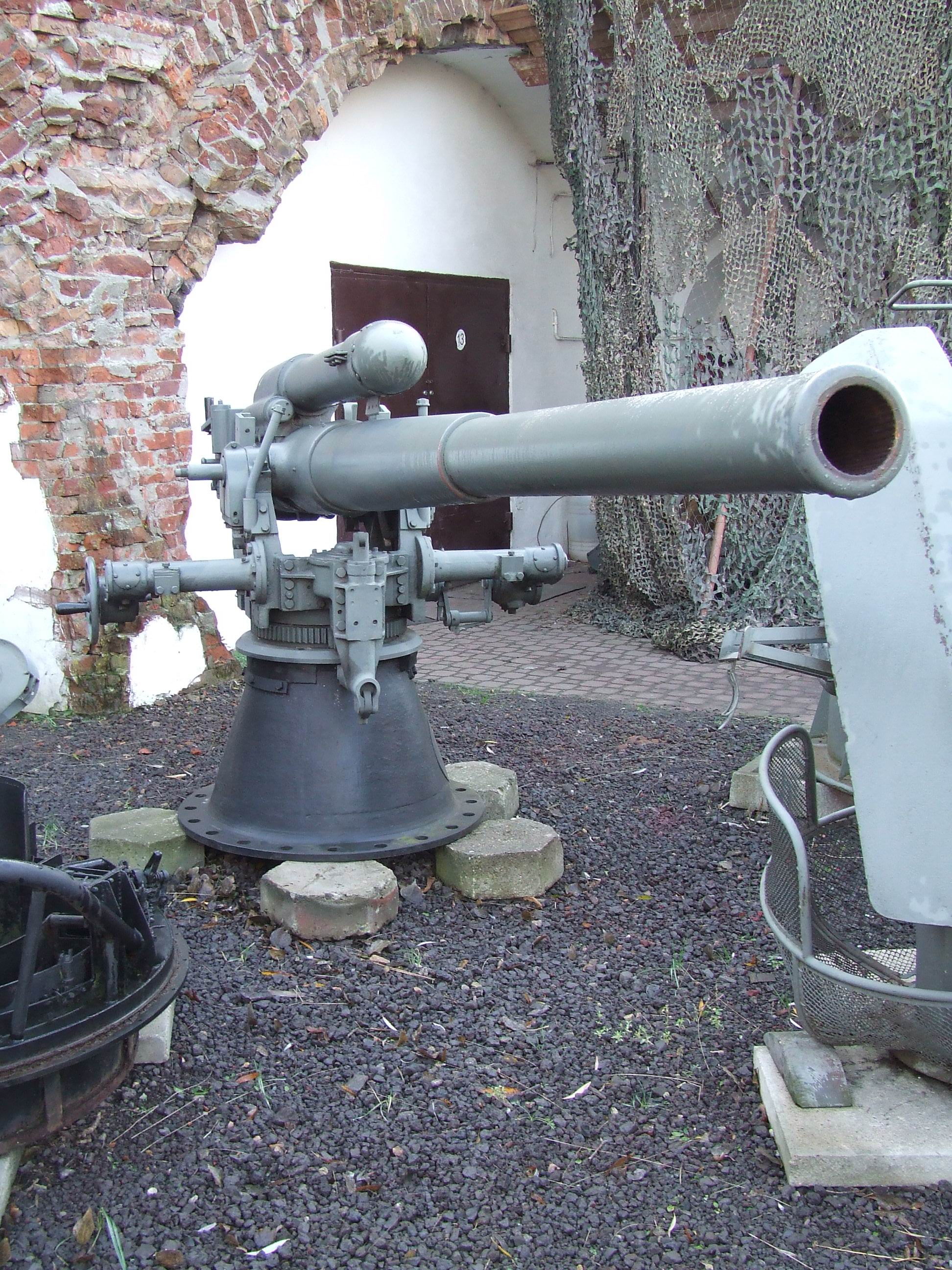
センプ搭載の105mm砲（ポーランド軍事博物館展示）

戦後ポーランドに戻り、1969年に退役した。